# تله (مجموعه تلویزیونی کره جنوبی)
تله (انگلیسی: Trap؛‏ کره‌ای: 트랩) مجموعهٔ تلویزیونی محصول کره جنوبی سال ۲۰۱۹ با بازی لی سو جین، سونگ دونگ ایل و لیم هوا یونگ است. این مجموعه نخستین اثر شبکهٔ اوسی‌ان در قالب پروژهٔ جدیدی به نام «سینمای دراماتیک» است که فرمت فیلم و سریال را با یکدیگر ترکیب می‌کند. این مجموعه از ۹ فوریه تا ۳ مارس ۲۰۱۹ پخش شد.

## خلاصه داستان
تله مردی را روایت می‌کند که به همراه خانواده‌اش به سفری می‌رود، اما در جریان این سفر با رویدادی سرنوشت‌ساز مواجه می‌شود و در دام معمایی و رازآلود گرفتار می‌گردد.

## بازیگران

### اصلی
- لی سو جین در نقش کانگ وو هیون[۷]
- سونگ دونگ ایل در نقش گو دونگ کوک[۴]
- لیم هوا یونگ در نقش یون سو یونگ[۲]